# GD Power Development
GD Power Development (chinois simplifié : 国电电力发展股份有限公司 ; chinois traditionnel : 國電電力發展股份有限公司 ; pinyin : Guódiàn diàn lì fāzhǎn gǔfèn yǒuxiàngōngsī) est une entreprise chinoise de production, de distribution et de commercialisation d'électricité et de chauffage.